# Vitus Pro Cycling Team p/b Brother UK
Vitus Pro Cycling is een Britse continentale wielerploeg. Ze werd opgericht in 2010 als testproject van fietsenfabrikant Raleigh, dat in de jaren 1970 ook al sponsor was van de succesvolle TI-Raleigh wielerploeg. Naast een grote Britse inbreng is er ook een sterke Franse inbreng.

## Seizoen 2014

### Transfers
| Inkomend       | Team 2013               | Uitgaand       | Team 2014                           |
| -------------- | ----------------------- | -------------- | ----------------------------------- |
| Matthieu Boulo | Roubaix Lille Métropole | Lachlan Norris | Drapac Cycling                      |
| Morgan Kneisky | Roubaix Lille Métropole | Mark O'Brien   | Huon Salmon-Genesys Wealth Advisers |
| Joseph Perret  | Team IG-Sigma Sport     | Matthew Holmes | Madison-Genesis                     |
| Ian Wilkinson  | Team UK Youth           | Thomas Scully  | Madison-Genesis                     |
| Yanto Barker   | Team UK Youth           | Thomas Stewart | Madison-Genesis                     |
| George Atkins  | Neo                     | Graham Briggs  | Rapha Condor                        |
| Liam Stones    | Neo                     | Thomas Moses   | Rapha Condor                        |
|                |                         | Sam Witmitz    | Team Budget Forklifts               |
|                |                         | Rob Britton    | Team SmartStop-Mountain Khakis      |

### Renners
| Naam            | Geboortedatum    | Nationaliteit       | Ploeg 2013              |
| --------------- | ---------------- | ------------------- | ----------------------- |
| George Atkins   | 18 augustus 1991 | Verenigd Koninkrijk | Neo                     |
| Yanto Barker    | 6 januari 1980   | Verenigd Koninkrijk | Team UK Youth           |
| Alexandre Blain | 7 maart 1981     | Frankrijk           |                         |
| Matthieu Boulo  | 11 mei 1989      | Frankrijk           | Roubaix Lille Métropole |
| Mark Christian  | 20 november 1990 | Verenigd Koninkrijk |                         |
| Morgan Kneisky  | 31 augustus 1987 | Frankrijk           | Roubaix Lille Métropole |
| Evan Oliphant   | 8 januari 1982   | Verenigd Koninkrijk |                         |
| Joseph Perrett  | 18 maart 1991    | Verenigd Koninkrijk | Team IG-Sigma Sport     |
| Liam Stones     | 23 juli 1989     | Verenigd Koninkrijk | MG Maxifuel             |
| Ian Wilkinson   | 14 april 1979    | Verenigd Koninkrijk | Team UK Youth           |

### Overwinningen
| Datum      | Wedstrijd      | Winnaar        |
| ---------- | -------------- | -------------- |
| 05 januari | Cross Gouesnou | Matthieu Boulo |